# Doi Tao (huyện)
Doi Tao (tiếng Thái: ดอยเต่า) là một huyện (‘‘amphoe’’) ở phía nam của tỉnh Chiang Mai phía bắc Thái Lan.

## Địa lý
Các huyện giáp ranh là (từ phía tây theo chiều kim đồng hồ) Om Koi, Hot of Chiang Mai Province, Li của tỉnh Lamphun và Sam Ngao của tỉnh Tak.

## Lịch sử
Tiểu huyện (King Amphoe) được thành lập ngày 16 tháng 10 năm 1972 từ sự chia tách the 4 tambon Tha Duea, Doi Tao, Muet Ka và Ban Aen từ Hot. Đơn vị này đã được nâng thành huyện ngày 25 tháng 3 năm 1979.

## Hành chính
Huyện này được chia thành 6 phó huyện (tambon), các đơn vị này lại được chia thành 42 làng (muban). Tha Duea là một thị trấn (thesaban tambon) nằm trên một phần của tambon Tha Duea và Mueat Ka. Ngoài ra có 5 Tổ chức hành chính tambon (TAO).
| Số TT | Tên        | Tên tiếng Thái | Số làng | Dân số |  |
| ----- | ---------- | -------------- | ------- | ------ |  |
| 1.    | Doi Tao    | ดอยเต่า         | 10      | 6.790  |  |
| 2.    | Tha Duea   | ท่าเดื่อ          | 6       | 3.242  |  |
| 3.    | Muet Ka    | มืดกา           | 5       | 3.363  |  |
| 4.    | Ban Aen    | บ้านแอ่น         | 4       | 2.804  |  |
| 5.    | Bong Tan   | บงตัน           | 6       | 4.678  |  |
| 6.    | Pong Thung | โปงทุ่ง          | 11      | 6.407  |  |